# Ambenay
Ambenay é uma comuna francesa na região administrativa da Normandia, no departamento de Eure. Estende-se por uma área de 17,07 km², com 554 habitantes, segundo os censos de 2010, com uma densidade 32,5 hab/km²
.